# Michael Leckebusch
Michael „Mike“ Leckebusch (* 8. April 1937 in Leipzig; † 3. März 2000 in Osterholz-Scharmbeck) war ein deutscher Fernsehredakteur, Regisseur und Produzent. Seine bekannteste Sendung war der Beat-Club, mit dem er die erste Musiksendung für die damalige Jugend umsetzte.

## Leben
Nach seinem Studium der Theater- und Zeitungswissenschaften begann Leckebusch als Regieassistent beim Norddeutschen Rundfunk und wechselte 1962 zu Radio Bremen. Dort war er als Redakteur an den ersten Shows von Rudi Carrell beteiligt. Auf der Basis einer britischen Radiosendung des Anthropologen Ernest Borneman konzipierte dieser das Format des Beat-Club, der ersten Musiksendung für Jugendliche im deutschen Fernsehen, die Leckebusch dann zwei Jahre später tatsächlich ins Programm brachte. Zwischen 1965 und 1972 führte Leckebusch in 83 Sendungen des Beat-Club Regie und holte fast alle Stars der Beat- und Rockmusik vor die Kamera. Kultcharakter bekam die Sendung auch durch die Moderatorin Uschi Nerke. Der Beat-Club wurde zum besten Exportschlager des Deutschen Fernsehens und war zeitweise in mehr als 50 Ländern zu sehen.
Auch für die Nachfolgesendung Musikladen zeichnete Leckebusch als Redakteur und Regisseur verantwortlich.
Nach einer Idee seines Programmdirektors Dieter Ertel entstand die Talkshow 3 nach 9, der er als ihr erster Regisseur mit einem bis dahin unerhört unkonventionellen Regiekonzept eine besondere Note verlieh. 1976 erhielt er dafür (zusammen mit Alfred Mensack) den Adolf-Grimme-Preis in Bronze.
Für Rudi Carrell bereitete er Teile der Sendung Am laufenden Band vor. 1984 machte Leckebusch sich selbständig und gründete seine Produktionsfirma LAV, blieb aber seinem Heimatsender sowie weiteren ARD-Sendern treu. In den eigenen Studios produzierte er vornehmlich Video-Clips und Werbetrailer, aber auch die Dokumentarreihe 50 Jahre Rock-Musik des deutsch-französischen Senders Arte. Leckebusch drehte zudem Musikvideos für Modern Talking (You’re My Heart, You’re My Soul, 1984), Jennifer Rush (The Power of Love, 1985), Sandra ((I’ll Never Be) Maria Magdalena, 1985), Sailor (La Cumbia, 1991) und Die Fantastischen Vier (Mikrofonprofessor, 1991).
Michael Leckebusch starb im Alter von 62 Jahren an den Folgen eines Herzleidens. Er ruht auf dem Friedhof Osterholz in Osterholz-Scharmbeck.